# Roy Goodman
Roy Goodman (Guildford, 26 gennaio 1951) è un cantante, violinista e direttore d'orchestra britannico, specializzato nell'esecuzione di musica antica. Divenne famoso a livello internazionale all'età di dodici anni cantando da voce bianca solista, nel registro canoro di alto, nel Miserere di Allegri con il Choir of King's College di Cambridge sotto la direzione di David Willcocks.

## Biografia
Goodman studiò al Royal College of Music, e fu allievo del Royal College of Organists associato al Royal College of Music. Ha ricoperto poi l'incarico di Director of Music alla University of Kent a Canterbury e direttore di Early Music Studies alla Royal Academy of Music.
Come violinista ha suonato, dal 1975 al 1985, sotto la direzione di Iván Fischer, John Eliot Gardiner, Charles Mackerras, Roger Norrington e Simon Rattle (al Glyndebourne Festival Opera). È stato solista di viola d'amore nell'Academy of St. Martin in the Fields diretta da Neville Marriner e con la Philharmonia Orchestra diretta da Vladimir Ashkenazy. Ha suonato inoltre come solista di violino barocco con Frans Brüggen, Philippe Herreweghe, Christopher Hogwood, René Jacobs, Trevor Pinnock e Ton Koopman.
Come direttore d'orchestra, Roy Goodman è particolarmente noto per le sue interpretazioni di musica antica, diretta suonando anche il violino, il clavicembalo o l'organo. È stato direttore della Reading Youth Orchestra (1974-1976), fondatore e direttore del Brandenburg Consort (1975-2001), co-direttore di The Parley of Instruments assieme a Peter Holman (1979-1986), direttore principale dell'Hanover Band (1986-1994) e direttore musicale della European Union Baroque Orchestra (1989-2004). Dal 2004 al 2006 è stato direttore della Holland Symfonia. È direttore principale della English Chamber Orchestra e direttore emerito della European Union Baroque Orchestra.
Nel corso della sua carriera è stato direttore ospite di oltre cento orchestre diverse in tutto il mondo. Nel 2006 ha debuttato a capo dell'Orchestra reale del Concertgebouw di Amsterdam ed è ritornato alla San Francisco Opera per dirigere una nuova produzione dell'opera lirica|opera di Mozart, Le nozze di Figaro.
Come direttore, Goodman ha realizzato oltre 120 registrazioni di opere che vanno da Monteverdi a Copland. ed ha diretto oltre quaranta prime mondiali di musica contemporanea.
Nel 2007 ha debuttato in Nuova Zelanda, dirigendo una serie di concerti di musica barocca. A seguito dell'entusiasta accoglienza, decise di accettare l'incarico di direttore principale ospite della Auckland Philharmonia Orchestra a partire dal 2009.
Roy Goodman è stato definito "probabilmente il più attivo direttore indipendente di musica antica in Europa."